# Giełda Papierów Wartościowych w Trynidadzie i Tobago
Giełda Papierów Wartościowych w Trynidadzie i Tobago (ang. Trinidad and Tobago Stock Exchange) – giełda papierów wartościowych w Port-of-Spain, stolicy Trynidadu i Tobago, otwarta 26 października 1981 na mocy ustawy Securities Industry Act 1981, przy wsparciu Ministerstwa Finansów. Według stanu na dzień 17 kwietnia 2015, na giełdzie notowane są akcje 33 spółek oraz 33 inne instrumenty. Całkowita kapitalizacja w 2013 roku wyniosła 118,757 mld dolarów a średni dzienny wolumen 493 631, w porównaniu do średniego wolumenu wynoszącego 211 066 i kapitalizacji 98,109 mld dolarów w 2012 roku.